# Synthesia fucoides
Synthesia fucoides är en tvåvingeart som beskrevs av Mario Bezzi 1921. Synthesia fucoides ingår i släktet Synthesia och familjen svävflugor. Inga underarter finns listade i Catalogue of Life.